# 海猿
『海猿』（うみざる）は、作者佐藤秀峰、原案・取材小森陽一による日本の漫画。この原作漫画は1999年より連載され2001年に完結したものの、翌2002年にテレビドラマ化、さらに2004年に映画化され、さらに続編も幾つか制作された。

## 概要
海上保安官である仙崎大輔を主人公として、海難救助を中心とした海上保安官の活躍を描く。1999年から2001年にかけて小学館『週刊ヤングサンデー』に連載。2014年12月時点で販売累計部数は500万部を突破している。
作中の事件事故の一部は現実に発生したものをモチーフにしており、連載終盤での工作船（不審船）事件などタイムリーな話題も取り入れられた。
小森陽一が読み切り用の原作として書いた「七管の海」が原案となっている。その時点での主人公の名前は仙崎勇（ゆう）。
漫画を原作として複数回実写化されており、2002年と2003年にNHK（大映テレビ制作）で単発テレビドラマ化された後、2004年6月にフジテレビ・ロボット制作で実写映画化した。更に2005年から2012年にかけて映画（パート1）の続編として物語が連続したテレビドラマ1作品と映画3作品が制作され、8年に亘るシリーズ作品となった。なお、実写版はオリジナルストーリーとなっている。

### 海猿の由来
潜水士を指して「海猿」を使用するのは本作品における創作であり、海中で猿のように敏捷に活躍するイメージに由来した造語とされる。歯を食いしばることの多い業務であり猿の歯ぐきを連想させることから猿を隠語として扱ったという説もある。
一連の映画やドラマのヒット以降、マスコミや一般人が海上保安官の潜水士を指して「海猿」を用いる例も散見されるようになっている。海上保安庁自身も広報などでこの用語を用いる事がある。
なお、実際の猿は海中に潜って敏捷に活動することはない。シーモンキーとも全く関係がない。
また、海中で高圧空気による呼吸をしている場合の激しい運動や急な深度変化は、窒素酔いや潜水病の原因となるため慎まれている。

### 連載終了の経緯
佐藤秀峰は「海上保安官の仕事は、海上の治安の維持という海の平和を保つ仕事。溺れてる人がいたら助けるけど、悪いヤツがいたら時には銃を撃たないといけない。同じ人間が、ある時は命を救い、ある時は人を殺すという矛盾や葛藤を描きたかったが、それは編集部が描かせてくれない。『だったらやる意味ない』と思って、結局止めた」「単純に人助けをして『かっこいい』『感動した』という話を延々描いてくれと言われると無理。それは僕の表現したいことじゃない。描けと強制されると無理」と述べている。

## あらすじ
密航船救出編
栗ノ上岩礁付近で、鳳来号が舵を故障し漂流。巡視船ながれに出動要請が下る。現場に到着すると鳳来号は炎上していた。ながれの海上保安官により、乗員名簿記載の全員を救出した。しかし、仙崎は、蓋が溶接されたコンテナの中の密航者を発見。沈没までの残された時間は最大でも15分。溶接されたコンテナを開けて密航者を助けるための時間は足りない。（1巻前半、フジテレビ版ドラマ部に該当あり）。
陸上捜査編
密航船の一件で、勝手な行動をとった仙崎には、謹慎処分が下った。しかし、謹慎処分が途中で解除になり、保安部へ招集される。保安部には、ながれの姿はなく、陸上捜査担当の警備専門官がいた。仙崎の任務は、拳銃の密輸が疑われる現場で釣り人の姿で張り込みを行うこと。しかし、その現場に数時間放っておかれ怒りが露な美晴がいた（1巻後半）。
たけちゃん一家救出編
仙崎の近所に住むたけちゃんの一家は波の高い日だが、クルーザーを出航させた。たけちゃんの母親の再婚が決まり、これが最後の親子4人が揃える機会だったからだ。防波堤をでたところで、クルーザーが転覆。たけちゃんは、クルーザー内でかくれんぼをしており、そのままクルーザーごと漂流していた。2つの岩にかろうじてひっかかり沈没は免れているが、少しでも船体を動かせば沈没しかねない（2巻〜3巻前段、テレビドラマ部に該当あり、ただし遭難者は下川の娘）。
仙崎と美晴の葛藤
たけちゃんの母の死亡をきっかけに仙崎と美晴は悩みを続ける。仙崎は、もう2度と人の死を見たくないと無理な勤務を行い怪我をする。また、美晴は事実だけはかけるが、自分の記事を書けなくなったことで、新聞社退職を決意する。この葛藤を乗り越えるため、仙崎は美晴を救い、美晴は仙崎を救っていく（3巻中盤）。
潜水士訓練編
潜水士になるために、呉の海上保安大学校、潜水技術課程研修に参加した仙崎たち。耳抜きができないため水深40mまで潜れない三島。弱点を乗り越えるためレジャーダイビングと称して潜水の自主訓練を行っていた同期たち。しかし、突然の潮流の変化により、三島と工藤が遭難。三島の負傷・ボンベの故障で、浮上できない三島と工藤。工藤は三島にボンベを渡し、減圧時間を無視した緊急浮上を行う。工藤の誘導により、三島を救出した仙崎たち。しかし、工藤は緊急浮上により減圧症による肺出血を起こして死んでしまう（3巻後段〜5巻前段、映画第1作目に該当するが工藤殉職の経緯は原作とは異なる）。
博多祇園山笠編

不審船追跡編
フジテレビ版ドラマに該当があるが、威嚇発砲後の展開が大きく異なる。能登半島沖不審船事件がモデル。（原作とドラマの間に発生した九州南西海域工作船事件がモデル）。
エイジアントリップ号編

くろーばー号編
1999年12月22日13時58分、関門海峡。大型フェリー「くろーばー号」が小型汽船を追い越そうと航路を変更したが、その航路上には沈没船エイジアントリップ号があった。くろーばー号はエイジアントリップ号と汽船の間を航行しようとするが、失敗してエイジアントリップ号上部に接触。船底には亀裂が入り、浸水していた。事故対策本部は大規模海難と認定し、仙崎達、潜水士も乗客の避難誘導を行う。そんな中、ボートに乗り移るため、並んでいた乗客がパニックを起こしかけ、1人の乗客が妊婦にぶつかり、妊婦は顔に怪我をする。妊婦はくろーばー号売店販売員の本間恵だった。仙崎は処置を終えた本間を脱出口まで送る際、行方不明のくろーばー号航海長を発見。現場には撤収命令が下り、仙崎は2人と共に沈んで行くくろーばー号に取り残されてしまう。（6巻中盤〜7巻前段、NHK版ドラマの2本目、及び映画第2作目に該当）
ながれ号下船編
仙崎と池澤に巡視船かいこうへの転任が言い渡される。かいこうは救難強化型巡視船で、仙崎達はその潜水チームに加えられることになった。ながれとの別れを寂しがる仙崎を、池澤と勝田は「転任なんて大したことじゃない」と励ます（7巻中盤）。
海賊船追跡編

鐘前漁船遭難編

美晴編

入谷の苦悩編

J-WING機遭難編
20世紀最後の日の2000年12月31日。羽田発福岡行J-WING206便は通常通り羽田空港を離陸したが、垂直尾翼の損傷により操縦困難な状況に陥る。206便は福岡空港着陸を要請するが、福岡空港は市街地に近いことがあり、難色が示される。そこで仙崎の提言により、福岡沖に着陸誘導灯を設置して海上への不時着水を行うことになる。そして迎えた不時着水の時、206便は着水したものの、機体は2つに分断された。直ちに救出活動が開始されるが、生存者も多数いる反面、犠牲者も相当数に及んだ。機首部の捜索の途中で、入谷が機体に挟まれてしまう。この地点の水深は約50m。通常の装備で無事に潜水できる限界を超えている。仙崎は、入谷に自分のボンベも渡し、一旦脱出。深深度潜水に臨むことにする（10巻中段〜12巻、映画第4作目に該当）。

## 登場人物
仙崎 大輔
初登場時（第1話）19歳。ながれ航海士補。
浦部 美晴
初登場時（第1話）22歳。毎朝新聞社記者。
勝田 孝太郎
初登場時（第1話）45歳。ながれ船長。
佐伯 道夫
初登場時（第1話）41歳。ながれ航海長。
池澤 真樹
初登場時（第1話）30歳。ながれ航海士・潜水士→後に殉職。
三池 健児
初登場時（第1話）24歳。ながれ通信士補。
酒井 直人
初登場時（名前は第2話）?歳。シーホーク機長。
汪 美花
鳳来での密航者の1人。
藤堂
第七管区海上保安本部福岡海上保安部警備課所属の警備専門官。ナムの密輸についての捜査中にタバコを買いに行き、その最中に独断行動をとった部下が殉職したため、それ以降禁煙中。
ナム・ワンチャイ
ベトナム人運び屋。木材運搬船マイルス号で拳銃を密輸
原子
福岡県警察本部の警察官。ナムを尾行中の仙崎を不審者として逮捕。警察官にはあるまじき服装をしている。
峯村
第七管区海上保安本部福岡海上保安部警備課課長。

### 登場巡視船等
ながれ
第七管区海上保安本部所属の巡視船。番号PS03。
はかた
第七管区海上保安本部所属の巡視船。番号PLH31。第1話で就航をお披露目されている船舶。
かいこう
第七管区海上保安本部所属の巡視船。番号PLH22。
シーホーク1号
第七管区海上保安本部所属のヘリコプター。番号JA6256。
シースワロー
第七管区海上保安本部所属のヘリコプター。番号不明。巡視船「かいこう」に搭載。

### 登場遭難船
鳳来
中国船籍の船舶。第1話で舵が故障して漂流。ながれに現場到着時には既に火災発生。実は密航船であった。

## 書誌情報

### 単行本
- 佐藤秀峰（作者） / 小森陽一（原案・取材） 『海猿』 小学館〈小学館ヤングサンデーコミックス〉、全12巻
  1. 「漂流」1998年6月5日初版発行、ISBN 4-09-152361-7
  2. 「転覆」1999年8月5日初版発行、ISBN 4-09-152362-5
  3. 「帰還」1999年11月5日初版発行、ISBN 4-09-152363-3
  4. 「仲間」2000年2月5日初版発行、ISBN 4-09-152364-1
  5. 「約束」2000年5月5日初版発行、ISBN 4-09-152365-X
  6. 「爆発」2000年7月5日初版発行、ISBN 4-09-152366-8
  7. 「落涙」2000年10月5日初版発行、ISBN 4-09-152367-6
  8. 「生存」2001年1月5日初版発行、ISBN 4-09-152368-4
  9. 「名前」2001年3月5日初版発行、ISBN 4-09-152369-2
  10. 「灯火」2001年6月5日初版発行、ISBN 4-09-152370-6
  11. 「着水」2001年9月5日初版発行、ISBN 4-09-152611-X
  12. 「出発」2001年10月5日初版発行、ISBN 4-09-152612-8

### 文庫版
- 佐藤秀峰（作者） / 小森陽一（原案・取材） 『海猿』 小学館〈小学館文庫〉、全5巻
  1. 2006年4月15日発売[5]、ISBN 4-09-193671-7
  2. 2006年4月15日発売[6]、ISBN 4-09-193672-5
  3. 2006年4月15日発売[7]、ISBN 4-09-193673-3
  4. 2006年5月13日発売[8]、ISBN 4-09-193674-1
  5. 2006年5月13日発売[9]、ISBN 4-09-193675-X

## テレビドラマ (NHK)
ハイビジョンサスペンス「海猿〜うみざる」・「海猿2」
- 放送日：2002年7月13日・2003年8月18日、NHKデジタル衛星ハイビジョン(BShi)

総合テレビでも以下の日時にトリミングサイズで放送された。
- 海猿〜うみざる - 前編＝謎の船上心中事件：2002年11月24日20:00 - 20:45、後編=少年を救助せよ!：同日 21:15 - 22:00
- 海猿2 - 前編=炎の海に挑む海上保安官物語：2003年8月18日20:00 - 20:45、後編=フェリー炎上!決死の脱出：同日 21:15 - 22:00

### あらすじ
海猿〜うみざる
海上を漂流していたプレジャーボートで、夫婦の遺体と子供が見つかった。大輔と美晴は「自殺」との発表に疑問を持ち、事件の真相を追う。
海猿2
池澤が妻子と乗ったフェリーに、銃を持った強盗犯が現れる。大輔らは犯人の発砲で火災が起きたフェリーへ救出に向かう。
原作に比べてサスペンスの要素が強い内容になっている。どちらも鹿児島が舞台となっている。

### キャスト
- 仙崎 大輔 - 国分太一
- 浦部 美晴（毎朝新聞の新人記者） - 永作博美
- 池澤 直樹 - 杉本哲太
- 野島 伸也 - 小橋賢児
- 八重樫（デスク） - 田山涼成
- 桜井 武彦 - 笘篠和馬
- 佐伯 - 島英臣
- 峯村 - 西田聖志郎
- 仙崎 守（大輔の父で巡視船ながれの船長） - 加藤剛
- 有馬 久枝（大輔の祖母） - 菅井きん

### スタッフ
- 脚本 - 長谷川康夫
- 演出 - 星田良子
- 制作 - 大映テレビ、NHKエンタープライズ21

## フジテレビ制作版
フジテレビ制作により伊藤英明主演で映像化された。2004年に『海猿 ウミザル』として映画化、2005年7月には映画と同じ主要キャストによる連続テレビドラマ『海猿 UMIZARU EVOLUTION』を放送した。2006年5月6日に映画第2作『LIMIT OF LOVE 海猿』が公開。2010年9月18日にフジテレビ版の完結編となる映画第3作『THE LAST MESSAGE-海猿』が公開された。
2008年の『土曜プレミアム』枠での映画『海猿』シリーズ2作品の放映後に続編決定がアナウンスされ『THE LAST MESSAGE-海猿』が完結編として位置づけられていたが、2012年7月に続編『BRAVE HEARTS 海猿』が公開された。
この映画版とフジテレビ版の一連の作品は、主人公のイメージや恋人の設定から、ストーリーに至るまで、原作とは大きく異なる。

### 主要人物
仙崎 大輔 - 伊藤英明
本作の主人公。元々は健康食品会社の部内トップ成績の優秀な営業マンだったが、友人にまでセールスを掛けるようになった生活に嫌気が差し、海が好きという理由で海上保安庁に転職した。お調子者な部分もあるが、硬派で実直な性格。ダイブマスターの資格を取得している。
最前線で活躍したいと願い、潜水士を目指して呉での訓練に身を投じ、その過程で最初のバディの工藤の死などの経験を通じて人命救助への重要さを知り、人命救助への思いを強めるようになる。潜水士となって福岡海上保安部に1年間勤務し、第三管区横浜海上保安部の巡視船「ながれ」へ異動、そこで初の人命救助を経験。外国からやってきた不審船との攻防、人命救助、様々な人たちとの交流を通じ潜水士として成長していく。だがバディとなった池澤の死の際には人命救助の意義を失い自信を失ったが環菜を通じて池澤の真意を知ったことで立ち直っていった。
「ながれ」廃船後は吉岡と共に鹿児島へ異動し、機動救難隊に所属。飛行機墜落事故が発生した際、嵐の中、海に取り残された親子を救出しようとするが、父親の救出に失敗してしまう。そのことが心の傷となり、婚約した環菜ともうまくいかなくなってしまう。しかし、くろーばー号沈没事故の中で環菜の大切さを再び思い知り、事故の最中にもかかわらず、再度プロポーズする。
仙崎 環菜 - 加藤あい
本作のヒロイン。広島県呉市出身。旧姓：伊沢。明るく屈託のない性格だが恋愛には奥手な一面もある。後述の経緯で呉帰郷時には雑誌のページを任されていたが、自身の担当ページが別の記事へ差し替えとなり、契約を打ち切られた。そこで夢を諦めようとしたが、仙崎の影響で自分で服を作りたいと決心、専門学校を経て縫製スタジオ「リアンリアン」へデザイナーとして入社する。
母・歌子が足を骨折して入院したため自分の仕事半ばで呉に帰郷し、そこで訓練中の仙崎と出会う。初対面時は酒の勢いに任せて仙崎を誘ってしまったのを仙崎が誘ったと思い込んでいたため（その後一線を越える前に寝てしまった）、仙崎に反目していたが、仙崎のことを知るうちに彼に惹かれ付き合うことに。だが連続ドラマ版では仙崎の福岡への異動に伴い遠距離恋愛となり、メールでのやり取りしかなかったこともあり、仙崎への気持ちが冷めていたため、自分の思いとは裏腹に彼氏気分でいる仙崎の態度に困っていた。その後仙崎との話し合いで友達からやり直し再び恋人関係を築いていくが、命の最前線に身を投じ反対に大事な人の傍にいられない潜水士の仕事を理解できず、仙崎との恋愛に自信を失うが、仙崎の重荷を知り彼を支えようという思いに至るようになる。『LIMIT OF LOVE 海猿』で仙崎と婚約するが、仙崎の心の傷がもとでギクシャクしてしまう。しかし、仙崎同様、くろーばー号沈没事故の中で彼の大切さを再び思い知る。
『THE　LASTMESSAGE　海猿』では結婚し、仙崎の妻になっている。

### 映画1作目
『海猿 -ウミザル-』のタイトルで2004年6月12日に全国東宝系にて公開。海上保安庁が全面協力。
キャッチコピーは「カッコつけてちゃ、命は救えない。」

#### あらすじ
海が好きという思いで、転職してまで海上保安庁に入った仙崎。第七管区福岡海上保安部に配属されたが、地上や船上勤務を退屈と感じ、エリート集団である潜水士を目指し、海上保安大学校の潜水士課程に入校するところから物語は始まる。海猿と呼ばれる若き潜水士候補生の友情、恋、挫折、試練、成長が描かれた。

#### 登場人物

##### 海上保安大学校研修科 潜水技術課程研修の訓練生
仙崎 大輔 - 伊藤英明
一等海上保安士 第七管区福岡海上保安部所属
三島 優二 - 海東健
三等海上保安正 第三管区東京海上保安部所属。
ダイブマスターの資格所有。海上保安大学校を卒業したエリートで、最終的には特殊救難隊に配属されることを目標にしている。訓練生の中ではリーダー的な存在。何かと仙崎とはしばしば張り合い、他の訓練生に対しても行動は共にしても馴れ合いはしなかった。救助に対する考え方も仙崎と対照的に窮地の際にバディを見捨てるという冷静な考えを持つ。中盤の後半では工藤が海に溺れて死んだことで心臓マッサージをやっている仙崎をやめさせ、「死んだんだよ工藤は！」と激怒する。
当初は川口とバディを組むが、最終訓練では源の命令で仙崎とバディを組むことになる。最終訓練では事故で窮地に陥ってしまうが、源の判断で規則上救助活動ができない訓練生達に救われ、以降は仙崎や訓練生達との絆を深めることになる。平成16年前期組同士の飲み会にも参加し、池澤に相手にされずに悩む仙崎を励ました。
工藤 始 - 伊藤淳史
一等海上保安士 第一管区根室海上保安部所属。
仙崎の最初のバディでもある。人命救助へ掛ける思いは強く、漁師をしている父と兄が海難事故に遭ったら自分の手で助け出したいという思いから潜水技術課程に参加した。だが訓練では他の訓練生とは技術面でも劣り、訓練でも失敗を繰り返し、仙崎と共に50回～100回程度の腕立て伏せにさせられてしまう。訓練中のミスで仙崎と入院した病院でエリカに一目惚れするが、エリカには相手にされず、他の訓練生達にはからかわれている。仲間達やエリカとダイビングをしに出かけた海で、溺れた要救助者を助けようとして死亡してしまう（この時、海の遠くから溺れている子供の叫び声が聞こえてくる場面も見られていた）。この死が後に、仙崎が工藤の分まで頑張らないといけないという考えを持つきっかけやエリカが仕事に対する考えを改めるきっかけになる。
川口 淳 - 村田充
三等海上保安正 第八管区舞鶴海上保安部所属。
任務終了後に一足先に風呂に入りたいという理由で潜水技術課程に参加。三島のバディとなるが、三島に気を使う一面もある。
土屋 誠 - 深水元基
二等海上保安士 第四管区四日市海上保安部所属
1500円の潜水手当てがつくということで、潜水技術課程に参加。
野村 栄司 - 田中聡元
一等海上保安士 第二管区福島海上保安部所属
女性保安官にモテるからという理由で潜水技術課程に参加。
八重樫 裕太 - 古畑勝隆
一等海上保安士 第四管区名古屋海上保安部所属
上司に無理矢理参加させられたと、序盤に話していた。
林 光平 - 飯沼誠司
二等海上保安士 第三管区横浜海上保安部所属
堺 和樹 - 恵秀
一等海上保安士 第十一管区石垣海上保安部所属
中原 響 - 佐野進也
一等海上保安士 第一管区小樽海上保安部所属
渡辺 マサヤ - 青木崇高
一等海上保安士 第五管区岸和田海上保安部所属
郡司 謙介 - 大口兼悟
一等海上保安士 第十管区鹿児島海上保安部所属
田所 慎二 - 斎藤工
一等海上保安士 第九管区新潟海上保安部所属
武藤 忠宏 - 青木忠宏
一等海上保安士 第六管区宇和島海上保安部所属

##### 海上保安大学校 潜水技術課程研修の教官たち
源 太郎 - 藤竜也
一等海上保安正 主任教官・潜水士。
後述の事故により、海の恐ろしさを知っているが故に厳格な態度で訓練生達に接し、訓練生達を鍛え上げる。仙崎にも「最前線に楽しいことは無い」と言い放ち、訓練生たちの反感を買うことも多い。50日間の訓練が行われる際「強い信頼関係がなければ、バディにはなれん」とバディとともに2人一組で行動するように命ずる。プール実習や海洋実習で訓練の記録を残しているほか、スキューバダイビングを装着した訓練生が険しい階段を登って10分休憩の際にベルトが捻れた事に気づき、「仙崎!!背中のベルトが捻れてる、バディ同士チェックしたのか！」と言い放つ場面も見られる。海洋実習における最終訓練では海難事故に遭った仙崎と三島を救うため規則を破って訓練生達に救助を命じたことが問題となり、査問に掛けられるが仙崎や三島に庇われ不問となったため、訓練生たちが救出に入る際は「仙崎は絶対にバディを見捨てん！お前たちを信じて助けを待ってる。なにがなんでも生きて連れ戻せ！」と厳しく命令して訓練生たちの救出を見張っているが、救出後は涙がこみ上げる。閉講式では手首を組んで気を付けした後「最前線に、楽しいことなんか無いぞ!!覚悟していけ!!」と厳しく命じて全ての潜水技術課程を修了の際に敬礼をする。
潜水士時代、貨物船の沈没事故の際に二次災害に巻き込まれ、バディの京野を海難現場に置き去りにした過去があり、その時に緊急浮上したことで減圧症になって2度と潜れない体になる。この経験が訓練生達への厳しい指導に繋がっている。
板東 茂 - 田中哲司
二等海上保安正 教官・潜水士。
訓練生達を鍛え上げてバディとともに2人一組で行動するように厳しく命ずる。序盤の後半では「おまえらのことを海猿と呼んでいる。酔ってハメをはずすバカが何人もいるからだ。節度ある行動をするように」と命じて外泊を許可する。ドアを閉めた後、暴れ出す訓練生たちに「おい、おまえら!!」と制止も止まらない事態があったほか、中盤の前半では訓練生が一般人の相手に乱闘騒ぎを起こしたことで「海上保安官は国民全体の奉仕者なんだ、自覚を持て自覚を!!」と一喝する。
大友 信士 - 中根徹
二等海上保安正 教官・潜水士。
訓練生達を鍛え上げてバディとともに2人一組で行動するように厳しく命ずる。

##### ヒロインとその関係者
伊沢 環菜 - 加藤あい
ファッション雑誌編集者。
松原 エリカ - 香里奈
看護師。環菜の後輩であり友人。環菜とは反対に恋愛に関して積極的で、「海猿」と馬鹿にしていた訓練生達とも打ち解けあうなど気さくなノリの持ち主でサバサバした性格。工藤の想いには気づいているが、そのアプローチを上手くかわしている。看護師の仕事に熱意を抱いてなかったが、工藤の死を機に、自分の仕事に対する考えを改めるようになる。ドラマ版第1話では平成16年前期組同士の飲み会に参加している。
園部 美由紀 - 渡辺典子
ファッション雑誌編集長で環菜の上司。
伊沢 歌子 - 朝加真由美
環菜の母親。造船所勤めの夫を海難事故で亡くしている。性格は朗らかで、夫を亡くした今でも未だに夫一筋といった一途な面もある。足を骨折して入院する。ドラマ版では趣味のボール体操の発表会のため上京し、環菜の恋人の仙崎の存在を知る。海難事故で夫を亡くした経験から環菜に同じ思いを味わわせたくないと思い、仙崎と環菜の交際に猛反対していたが、海難現場に駆けつけた仙崎の帰りを気丈に待つ娘の姿を見たことで交際を認めることに。

##### その他
中迫 夏子 - 杏子
海上保安大学校 職員（調理・給仕員）。源の過去を知っており、そのことから工藤の死を機に落ち込む仙崎に源の過去を教えた上で励ました。
五十嵐 正樹 - 國村隼
一等海上保安監 海上保安庁 首席監察官。
源とは同期の間柄だが、源が京野を見捨てたことに対してわだかまりを抱いている。

#### スタッフ
- 監督 - 羽住英一郎（ROBOT）
- 脚本 - 福田靖
- 音楽 - 佐藤直紀
- 主題歌 - JOURNEY「Open Arms」
- 製作 - フジテレビジョン、ROBOT、ポニーキャニオン、東宝

### テレビドラマ
『海猿 UMIZARU EVOLUTION』（ウミザル エボリューション）のタイトルで2005年7月5日 - 9月13日まで毎週火曜日21：00 - 21：54にフジテレビ系列で放送。初回は10分拡大。
映画からの続編で、主要キャストは引き継いでいる。映画の舞台であった海上保安大学校にて潜水士訓練課程を卒業後、1年間現場での実務をこなし、辞令により第三管区横浜海上保安部（横浜市）所属PL型巡視船「ながれ」に配属されるところから物語は始まる。
キャッチコピーは「キミがいたから、勇気を知った。アイツがいたから、命をかけた。」

#### 登場人物

##### 第三管区横浜海上保安部 巡視船「ながれ」乗組員
仙崎 大輔 - 伊藤英明
一等海上保安士 航海士補/潜水士
池澤 真樹 - 仲村トオル
三等海上保安正 主任航海士/潜水士
特殊救難隊から海上保安大学校特修科を経て、一時的に「ながれ」に出向している。普段は無愛想で寡黙に振る舞い、日々のトレーニングを欠かさないストイックさを持つ。特救隊の仕事には強いこだわりを抱いている。だが妻・尚子に「マー君」と呼ばれたり、尚子の出産間近で落ち着きがないところを仙崎や同僚達にイジられたりするといったコミカルな面を見せるようにもなる。仙崎のバディとなるも、当初は歯牙にも掛けなかったが、現場で行動を共にするうちに仙崎の指導を行うようになる。中心性網膜症を患い特救隊への復帰が困難となったときは潜水士を辞めようと考えたが、仙崎を育てることに価値を見出し、自分の今後を仙崎を1人前の潜水士として育てることに充てようと決意し「ながれ」に留まることに。だが洋上警備活動中に「ながれ」が海賊に襲われた貨物船「トリスターナ号」を追い、その乗組員を救出中に皮肉にも海賊に銃弾で首を撃たれ（銃弾の音がして、仙崎の顔に返り血が飛んだ）、巡視船の中で懸命に緊急治療を受けたが、内脛動脈損傷による大量出血で死亡してしまった（この時、血止めができず辺りは血の海になっていた）。この死が後に、仙崎が池澤の分まで頑張らないといけないという考えを持つきっかけになり、「池澤さんを死なせてしまって…、すいませんでした…」と涙を流しながら謝罪していた。
吉岡 哲也 - 佐藤隆太
二等海上保安士 主計士補→主計士補/潜水士。
明るいノリの持ち主で、仲間達との場を盛り上げる気楽な性格。仙崎との初対面時には年上の仙崎にもタメ口で接するが、仙崎に上下関係を徹底されてからは先輩後輩の仲となり、以降も仙崎を慕っていく。「オーシャンズ」の怜に好意を寄せており、何かと怜にアプローチを掛けている。
ドラマ中盤で仙崎と永島に潜水士になるよう焚き付けられたことを機に呉での潜水技術課程研修に参加し、その研修を終えて潜水士となり、「ながれ」帰船後は仙崎のバディとなり、その後の作品でもバディとして共に任務を遂行する。「ながれ」廃船後は仙崎と共に鹿児島に異動となり、機動救難隊に所属。
別所 健次郎 - 三宅弘城
一等海上保安士 機関士補/潜水士。
下ネタ好きなオープンな性格で、普段は仲間に対して気軽に振舞っている。仙崎や吉岡、永島と「オーシャンズ」で行動することが多い。だが一方で現場では真っ先に海に飛び込む姿勢から潜水士としての評価も高い。
だが現場を前にするとアドレナリンが噴出するなどの要因で潜水士を続けることに精神的にも肉体的にも限界を感じ、このままでは永島を危険な状況に巻き込んでしまうと危惧したため、5話でダイビングインストラクターとして働くことを決め、潜水士及び海上保安官を辞職。
山路 拓海 - 平山祐介
一等海上保安士 通信士補/潜水士。
池澤と同じく、特殊救難隊から海上保安大学校特修科を経て「ながれ」に一時的に出向している。潜水士達の中では騒ぎ立てるタイプでもない落ち着いた性格。お見合いに49回も連敗している経験を持つ。「ながれ」廃船後は特殊救難隊に戻り隊長を務めている。『LIMIT OF LOVE 海猿』でもくろーばー号座礁事故に関わっている。
永島 康太 - 坂本真
一等海上保安士 機関士補/潜水士。
現場では常にバディを組んでいる別所を公私共に慕っており、普段は別所と行動を共にしている。
岩松 大悟 - 坂本あきら
三等海上保安正 主任主計士/補給長
三池 健児 - 飯田基祐
三等海上保安監 航海科・甲板長
下川 嵓 - 時任三郎
一等海上保安正 首席航海士/潜水士。
普段は冷静な性格で仲間達のことを気に掛け、隊長として潜水士達を束ねている。本来は海保大出身の幹部候補なのだが、ある海難事故でバディの矢吹が大怪我をしたことから、矢吹の潜水士復帰を待つために本庁から幹部職への就任要請を断り続け現場に留まり続けている。だがその事で里江子に愛想を尽かされ離婚。一人娘の唯とは約束された日にしか会えないでいるが、その度に緊急出航命令が下り唯と遊ぶ約束を反故にしてしまっている。第8話の終盤と第9話の冒頭では池澤が銃弾で首を撃たれたことで、仙崎が「なんであんなやつら助けなきゃいけないんですか!!」と叫ぶも「相手が誰であろうと、救助するのがオレたちの仕事だ!!」と命令するが、「オレにはできません!!!!」と激怒される。
唯がプレジャーボート転覆事故に巻き込まれた際、唯救出の時に事故に遭い意識不明の状態となるが、唯の言葉を機に回復する。だがその時に「唯のためなら、死んでもいい」という海上保安官の鉄則「生きて帰る」に背いた思いを抱いたことで潜水士を引退することを決意し陸上勤務になる。『LIMIT OF LOVE 海猿』で本庁警備救難部救難課専門官としてくろーばー号座礁事故に関わり仙崎と無線越しに再会、仙崎を指揮する立場として救助活動に携わる。
『THE　LAST MESSAGE 　海猿』では本庁救難課長として「レガリア」海難事故対応の責任者となり、仙崎に「なにがなんでも生きて戻ってこい」と命令する。
『BRAVE HEARTS　海猿』では同じく本庁救難課長として事故対策本部に加わり、飛行機を海上着水させることを提案し、その後の救助活動を指揮していく。
勝田 孝太郎 - 夏八木勲（特別出演）
二等海上保安監 船長。
現場一筋35年のベテランの現場主義者。「ながれ」船長として厳かに振舞い、現場の責任は全て自分が負うという責任感を持った昔気質の海の男。潜水士達に対しては潜水士の成長に関することなら一定の理解を示している。キャリアの上司である津田にも遠慮無く意見を言う豪胆さもあり、その言動で津田を困惑させている。自身が長く船長を務めた「ながれ」には一入の愛着を抱いている。
下川がプレジャーボート転覆事故で意識不明の状態になった際、事故に巻き込まれた唯が下川の娘と知ってそれでも下川を現場に向かわせたことに関して海上保安官を辞職して責任を取ろうとしたが、津田がそれを認めず、「ながれ」廃船後は巡視船「みさき」の船長として勤務するという勝田の現場にこだわる意思を尊重した人事を受けることになる。

##### 縫製スタジオ「リアンリアン」スタッフ
伊沢 環菜 - 加藤あい
「リアンリアン」デザイナー
冬柴 康介 - 鈴木一真
「リアンリアン」チーフデザイナー。環菜の上司。常に落ち着き払った大人の男性であり、周囲からも慕われている。環菜のことは単なる部下ではなく、一人の女性として意識している。環菜に自身の思いを告白するも、彼女には恋愛感情がないことを知り身を引いた。
辻 沙耶香 - 川瀬良子
環菜の同僚

##### ダイニングバー「オーシャンズ」スタッフ
肥後 大作 - 伊武雅刀
海上保安官達の溜り場となっているダイニングバー「オーシャンズ」のマスター。仙崎達に「ジジイ」と憎まれ口を叩かれ、とぼけた振る舞いで吉岡達をからかいながらも彼らを見守る良き理解者。
光森 千佳 - 佐藤仁美
「オーシャンズ」従業員。環菜の先輩であり、良き相談相手にもなっている一方で、その恋愛ベタにはやきもきすることも。
星野 怜 - 臼田あさ美
「オーシャンズ」のウェイトレス。吉岡にアタックされているが、毎回軽くあしらっている。

##### その他
大野 里江子 - 奥貫薫
下川の元妻。家族を顧みずに潜水士を続ける下川との生活に限界を感じ離婚、娘の唯を引き取り、花屋を営んでいる。やむをえない事情であるとはいえ、緊急出航命令で唯と遊ぶ約束をすっぽかしている下川に複雑な心境を抱いている。
交際していた会計士の男性との再婚話を機に、下川と唯を会わせないようにしようと考えていたが、唯が事故に巻き込まれたことを機に、唯の気持ちを尊重しようと考え直す。
大野 唯 - 一木有海
下川の娘。父を慕っているが、会う時間を減らしていったせいもあり、仕事のことは快く思っていない。バレエを習っている。下川のダイビングウォッチが嫌い。
里江子の再婚で下川と会えなくなることに反発していた矢先に、バレエ教室のクルージングでプレジャーボート転覆事故に巻き込まれてしまうが、下川の命を掛けた行動に救われる。
池澤 尚子 - 芳本美代子
池澤の妻。池澤のことを「マー君」と呼んで慕っている。池澤の仕事に関しても理解しているものの、最前線にいる池澤の身を案じ不安を抱くことも。「ながれ」でのファミリーデーを機に環菜と知り合い交流を深める。池澤の子供を身籠っていたが、奇しくも池澤が死んだ同時期に出産。池澤の死後は生まれた娘に池澤が考えた名前である「真子」と名付け、千葉の実家に戻る。
伊沢 歌子 - 朝加真由美
環菜の母。前述した、趣味のボール体操の発表会という形で登場。
矢吹 真一 - 布施博
三等海上保安監 海上保安庁本庁警備救難部専門官。
かつて下川とバディを組んでいたが、とある海難現場で負傷して、潜水士を続けることが困難になってしまい、陸上勤務となった。だが現場で自分が復帰するのを待つ下川のために潜水士復帰をかけて、吉岡も参加していた呉での潜水技術課程に参加、後に下川が潜水士を引退する同じ時期に現場復帰する。
津田 晋平 - 益岡徹
三等海上保安監 第三管区横浜海上保安部 警備救難課長。「ながれ」で起きるトラブルに気を揉んでいるが、現場主義者の勝田にいつも言いくるめられている。下川とは海上保安大学校時代からの先輩・後輩の間柄。
内田 秀夫 - 田口主将（第1話）
転覆事故を起こしたパナマ船籍のタンカー「エイジアントリップ号」の船長。転覆事故の際は船員のマハール（アベディーン）と取り残されてしまい、その現場で池澤と仙崎と遭遇する。池澤達に船員を先に救助するよう懇願するも、池澤ににべもない対応をされる。池澤には動転している内田を新人の仙崎と救助するのは難しいと判断した上で力尽きないようあえて突き放した言い方をしたという意図があったが、それを知らない仙崎に「必ず助ける」と優しい言葉を掛けられた。船員救助後は行方不明となり、後に遺体として発見されることになる。
徳永 雅也 - 波岡一喜（第4話）
台風の影響で沈没した「第一永徳丸」の船長・徳永栄（本多晋）の息子で中華料理店でバイトをしている。定職に就かないことで父と何度か喧嘩をしていたが、定職についたら父親が大切に身に着けている腕時計をもらう約束をしていた。父の遺体が発見された際にその腕時計がなかったため、それを探すために海に潜り続けるようになり、仙崎や母・曜子（大塚良重）の忠告も聞かない。海上保安庁に対しては父の遺体捜索を打ち切ったこともあり信頼していなかった。後にある腕時計の捜索がきっかけで、腕時計は見つからなかったものの、代わりに仙崎の腕時計を貰い一人前になってから着けるといい、心を入れ替えた。
永島 美子 - ふくまつみ （第5話）
永島の母。
三田村 和也 - 大和田伸也（第6 - 7話・友情出演）
海上保安庁 警備救難部長。
不審船が出現した際には不審船対策本部の指揮を執る。そして不審船が停船命令を無視した場合には対処要領に従うことを指示し「ながれ」に威嚇射撃命令を下す。
内村 匡 - 木場勝己（第7話）
海上保安庁 首席監察官。勝田とは同期の間柄で勝田を本物の海の男と評している。不審船事件の査問委員会で不審船への威嚇射撃を担当した池澤と仙崎に事情聴取を行う。聴取後は「ながれ」廃船の決定事項を勝田に伝えた。

#### スタッフ
- 監督 - 羽住英一郎（ROBOT）、小林義則（共同テレビ）
- 演出補 - 近藤一彦
- 助監督 - 七高剛、細川光信、倉木義典、植木美帆、淵上正人
- 協力プロデューサー - 安藤親広（ROBOT）
- プロデュース - 関口静夫、鈴木伸太郎、橋本芙美（共同テレビ）
- 企画 - 臼井裕詞、保原賢一郎（フジテレビ）
- 脚本 - 福田靖
- 音楽 - 佐藤直紀
- 製作 - フジテレビ、共同テレビ

#### 主題歌
- 「OCEAN」B'z
  - 作詞：稲葉浩志 作曲：松本孝弘 編曲：松本孝弘、稲葉浩志、池田大介、徳永暁人

本ドラマのために書き下ろされた曲。この曲のPVは、第四管区海上保安本部所属のPLH型巡視船「みずほ」上で撮影された。
本編では、CDとは違うバージョンで放送された。

#### サブタイトル
| 各話                                                       | 放送日        | サブタイトル          | 監督       | 視聴率 |
| ---------------------------------------------------------- | ------------- | --------------------- | ---------- | ------ |
| EVOLUTION 01                                               | 2005年7月05日 | 運命の幕開け          | 羽住英一郎 | 17.8%  |
| EVOLUTION 02                                               | 2005年7月12日 | 潜水士浮上せず        | 羽住英一郎 | 13.9%  |
| EVOLUTION 03                                               | 2005年7月19日 | 置きざりの愛          | 羽住英一郎 | 12.1%  |
| EVOLUTION 04                                               | 2005年7月26日 | 海に消えた思いを探せ! | 小林義則   | 13.7%  |
| EVOLUTION 05                                               | 2005年8月02日 | 突然の別れ            | 小林義則   | 12.0%  |
| EVOLUTION 06                                               | 2005年8月09日 | 不審船発射            | 羽住英一郎 | 10.7%  |
| EVOLUTION 07                                               | 2005年8月16日 | 人を殺した            | 小林義則   | 12.9%  |
| EVOLUTION 08                                               | 2005年8月23日 | 池澤、死す            | 羽住英一郎 | 12.1%  |
| EVOLUTION 09                                               | 2005年8月30日 | 失われた夏を求めて    | 羽住英一郎 | 12.6%  |
| EVOLUTION 10                                               | 2005年9月06日 | 命にかえて            | 小林義則   | 12.7%  |
| EVOLUTION Final                                            | 2005年9月13日 | この手を離さない      | 小林義則   | 13.8%  |
| 平均視聴率 13.2%（視聴率は関東地区・ビデオリサーチ社調べ） |               |                       |            |        |

#### 備考
- 「ながれ」は原作では第七管区福岡海上保安部所属のPS型巡視船であるが、ストーリー展開、撮影等の問題および映画『LIMIT OF LOVE 海猿』への展開の都合から変更されている。
- オリコン集計の『2005年ドラマ満足度ランキング』では第3位となった。
- ドラマの最終話の撮影が行われた2005年8月4日、プールの水の上に設置した照明器具の近くにいた男性スタッフ2人が感電するという事故が起きた[11]。

| フジテレビ系 火曜21時台（連続ドラマ枠）                    | フジテレビ系 火曜21時台（連続ドラマ枠）             | フジテレビ系 火曜21時台（連続ドラマ枠）   |
| 前番組                                                     | 番組名                                              | 次番組                                    |
| ---------------------------------------------------------- | --------------------------------------------------- | ----------------------------------------- |
| 離婚弁護士II〜ハンサムウーマン〜 （2005.4.19 - 2005.6.28） | 海猿 - UMIZARU EVOLUTION - （2005.7.5 - 2005.9.13） | 1リットルの涙 （2005.10.11 - 2005.12.20） |

### 映画2作目

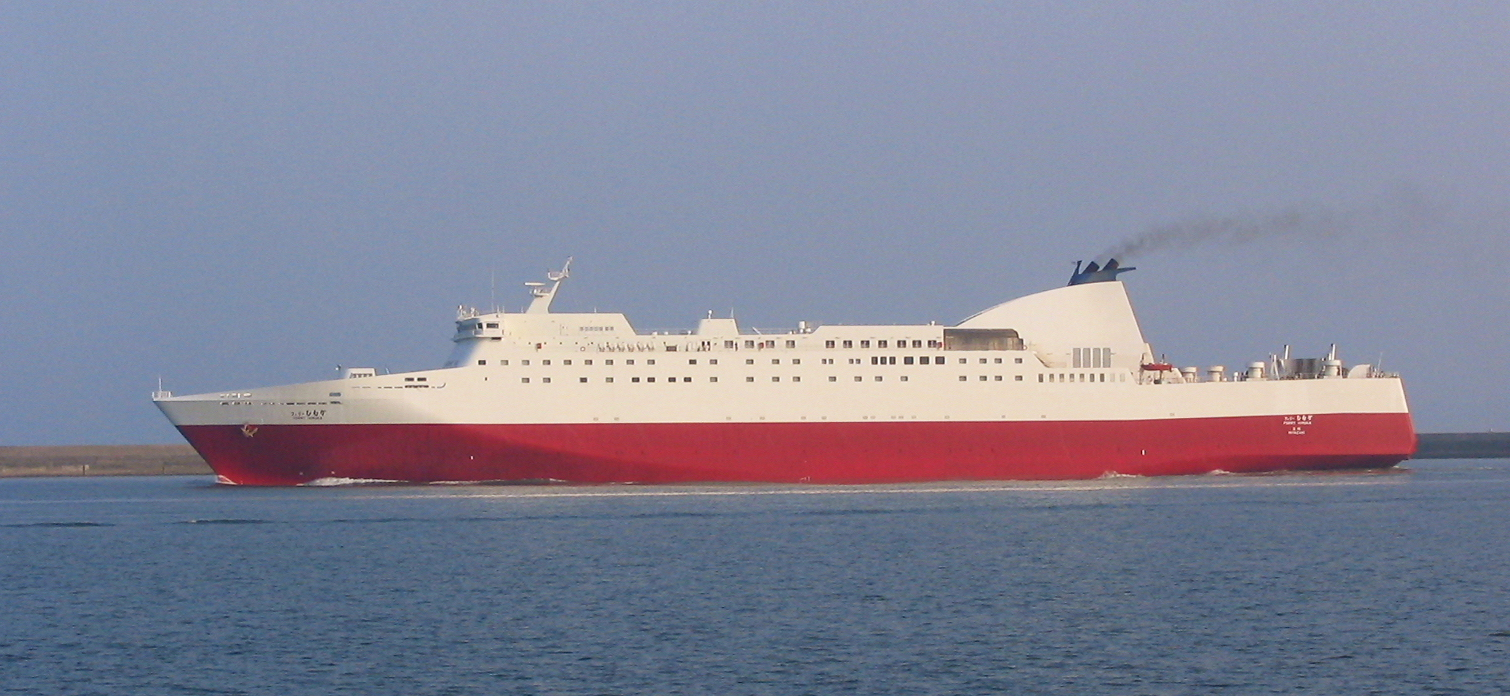
当作の撮影で主に使用された「フェリーひむか」 - 宮崎港（2005年6月撮影）

『LIMIT OF LOVE 海猿-UMIZARU-』（リミット オブ ラブ ウミザル）のタイトルで2006年5月6日に全国東宝系にて公開。日本国内の315スクリーンで封切られ、530万人を動員、興行収入71億円のヒットを記録し、2006年公開の日本映画の実写映画部門では興行収入第1位となった。
撮影には海上保安庁が船艇を提供するなどの協力を行った。同庁のイメージアップに貢献したことから、感謝状を贈っている。また、漫画・テレビ・映画での公開以降、海上保安官の志願者数が激増した。
当初原作の通りに関門海峡でのロケを希望していた。しかし、『関門海峡の潮流が早い』『関門海峡が撮影で閉鎖されると利用する船舶に支障が出る』など撮影の許可が出ず、舞台を鹿児島湾に変えた。
撮影には、宮崎カーフェリーの「フェリーひむか」などが使用された。この船は旧・九越フェリー「れいんぼうべる」として運航されていた当時、映画『白い船』のモデル（劇中でおもに登場したのは姉妹船の「れいんぼうらぶ」）となるなど、映画と縁の深い船であった。
キャッチコピーは「愛でしか、救えない。」

#### あらすじ
鹿児島、機動救難隊へと異動し機動救難士となった仙崎と吉岡。仙崎は遠距離恋愛ながらも、環菜と順調に交際し、結婚は目前だった。ある日、訓練中に機動救難隊に出動が命じられる。任務は鹿児島湾内で座礁したフェリー「くろーばー号」での救助活動。しかし、予想以上の速さで浸水、傾いていく船体。仙崎と吉岡、そして要救助者2名は、絶体絶命の状況に追いやられていく…。

#### 登場人物
仙崎 大輔 (27) - 伊藤英明
一等海上保安士 第十管区鹿児島航空基地機動救難隊・機動救難士・潜水士
伊沢 環菜 (26) - 加藤あい
縫製スタジオ「リアンリアン」服飾デザイナー
吉岡 哲也 (24) - 佐藤隆太
二等海上保安士 第十管区鹿児島航空基地機動救難隊・機動救難士・潜水士
本間 恵 (35) - 大塚寧々
くろーばー号売店販売員。妊娠5ヶ月。性格は明朗快活、また高校時代は恋愛研究会に所属した経験があり、そこで「失恋と結婚以外に恋愛の結末があるのか」などを議論したことがある。くろーばー号で頭に軽傷を負ったところで仙崎と知り合うが、船の中に取り残される事態に見舞われてしまう。
海老原 真一 (41) - 吹越満
くろーばー号の乗客で中古車販売会社経営。働かないでいたところを妻に愛想を尽かされ娘と共に出て行かれてから、妻とやり直したいと願い、現在の仕事を始めている。避難勧告が出ても車を捨てたくない一心でそれを無視していたが、船内に取り残されてしまう。粗暴で横柄に振る舞い、何かと仙崎達に反発する態度を取っていたが仙崎と吉岡のゆるぎない気持ちに触れ、仙崎の大輔という名前に対し「一生忘れられない名前だな」と言った。
山路 拓海 (31) - 平山祐介
一等海上保安士 第三管区特殊救難隊 第三隊隊長・潜水士
北尾 勇 (38) - 石黒賢
三等海上保安正 第十管区鹿児島航空基地機動救難隊 隊長・機動救難士・潜水士
事故でパニックになる乗客をなだめて、先導できるほどの冷静さと技量を持った部下思いの人物。仙崎達が船に取り残されたままでの撤収命令に反対しようとするもやむなく捜索を断念し、船にボンベを残し撤収する。
乙部 志保里 (23) - 浅見れいな
鹿児島テレビ報道部員。くろーばー号座礁事故に偶然巻き込まれたことから、事故のリポーターを務めることになる。事故に巻き込まれたことで終始戦々恐々としていたが、次第に事故の成り行きを見守っていく。
重富 活一 (32) - 菅原卓磨
三等海上保安正 第十管区鹿児島航空基地機動救難隊・機動救難士・潜水士
本丸 正也 (28) - 坂本雄吾
一等海上保安士 第十管区鹿児島航空基地機動救難隊・機動救難士・潜水士
瀬戸口 滋 (28) - 江畑浩規
三等海上保安正 第十管区鹿児島航空基地機動救難隊・機動救難士・潜水士
渡辺 マサヤ (25) - 青木崇高
一等海上保安士 第十管区串木野海上保安部 巡視船「こしき」機関科機関士補・潜水士
梨本 信士 (40) - 光石研
第十管区海上保安本部 警備救難部救難課課長
桂木 貞之 (47) - 美木良介
第十管区海上保安本部本部長。専門官の下川と共にくろーばー号座礁事故への対策に務める。だが仙崎達が絶望的な状況に追い込まれる中で、断腸の思いで下川に活動中の潜水士達への撤収命令という苦渋の決断を迫ることに。
三沢 圭介 (35) - 津田寛治
第十管区海上保安本部 警備救難部救難課係長
服部 真佐彦 (32) - 荒川良々
鹿児島テレビ ディレクター
矢野 達郎 (42) - 市川しんぺー
鹿児島テレビ カメラマン
下川 嵓 (43) - 時任三郎
三等海上保安監 海上保安庁 警備救難部救難課専門官

#### スタッフ
- 監督 - 羽住英一郎（ROBOT）
- 脚本 - 福田靖
- 音楽 - 佐藤直紀
- 視覚効果 - オムニバス・ジャパン
- 製作総指揮 - 亀山千広（フジテレビ）
- 製作 - 阿部秀司（ROBOT）、尾越浩文、島谷能成、亀井修
- 企画 - 関一由、堀部徹
- プロデューサー - 臼井裕詞（フジテレビ）、安藤親広（ROBOT）
- ラインプロデューサー - 森井輝
- 撮影協力 - 海上保安庁
- 映像制作 - 東宝映像美術
- 配給 - 東宝
- 製作 - フジテレビジョン、ROBOT、ポニーキャニオン、東宝、小学館、FNS加盟27社

#### 主題歌
- 「Precious」伊藤由奈
この曲のPVには、『LIMIT OF LOVE 海猿』本編の映像も一部使用。

#### 備考
- 『LIMIT OF LOVE海猿』公開前にはNHKの衛星放送で国分バージョンのドラマを再放送したほか、鹿児島テレビ放送、青森テレビではフジテレビドラマの再放送を実施した（鹿児島テレビ放送は本作にも登場している）。
- 劇中に登場したテレビ中継車はテークワンの大型中継車と実在する鹿児島テレビの大型中継車である。
- 2006年の文春きいちご賞（ゴールデンラズベリー賞の日本版）で、6位に選ばれている。また、アメリカ公開時に「あんな危機的状況下で長々とプロポーズするバカなどいない」と爆笑された[14]こともある。
- プロフェッショナル仕事の流儀（2006年放送）において、海猿の原点「冷静に心を燃やす」と題し、海上保安官の羽田特殊救難基地分隊長寺門嘉之が出演し、番組の冒頭では司会者の背後のモニターでフジテレビ版海猿シリーズの映像が流された。
- 浸水により傾斜が増していく船内の映像はカメラを傾けたり、細い糸でテーブルや椅子を引っ張って倒すなどして撮影された。また車両甲板で積載された乗用車がずり落ちるシーンはジャッキアップした状態で乗用車を滑らせたという。また積載車両のうち、破壊されないものの多くはエキストラ所有のものである。同じく倒れたバイクから燃料が漏れ、ガソリンが甲板を伝うところでは実際の甲板のなかで傾斜のある場所を探して撮影された。
- ラストで沈んだ「くろーばー号」の捜索に向かうシーンは沖縄で撮影された。

### 映画3作目
『THE LAST MESSAGE 海猿-UMIZARU-』（ザ・ラストメッセージ ウミザル）のタイトルで2008年8月2日、9日の土曜プレミアム『海猿 -ウミザル-』『LIMIT OF LOVE 海猿』の放送終了時に、続編となる映画『海猿 -UMIZARU-3』の制作を決定したことが発表された。
伊藤英明や加藤あい、佐藤隆太などほぼ同じ役者が出演、そして特殊救難隊員役として三島優二の海東健も出演している。伊藤の新しいパートナー役には三浦翔平が出演。
2009年7月15日に海猿3制作ブログが開設。2010年9月18日公開。メインの撮影場所は福岡県北九州市。
2010年5月18日、邦画大作史上初の3D公開が発表された。3D撮影ではなく、2D撮影した映像を2D-3D変換したもので、変換を担当したのはキュー・テック。
キャッチコピーは「愛する人に何を残すのか──。」。
内容は原作漫画にない完全オリジナルストーリーである。
2010年9月18日に全国東宝系にて公開。日本国内の467スクリーンで公開され、公開初日3日間で3D版（277スクリーン）が動員65万5922人に対し2D版（190スクリーン）が動員28万4028人と3D版のシェアは74.1%であった。。また、ぴあ初日満足度ランキング（ぴあ映画生活調べ）では第1位と、女性層を中心に幅広い世代から高評価された。2010年11月19日、香港・台湾・シンガポール・フランス・米国・メキシコ・ペルー・アルゼンチン・BRICS（ブラジル・ロシア・インド・中国）での公開が決定した。
観客動員数は537万人、最終興収80.4億円のヒットを記録し、2010年公開の邦画実写映画では興行収入第1位となった。2010年度興行収入邦画第2位となっている。

#### あらすじ
2010年9月、大型台風が接近する中、福岡沖に国家プロジェクトとして建設された天然ガス採掘プラント施設「レガリア」（REGALIA）で火災が発生した。仙崎は吉岡と「レガリア」設計主任の桜木とともに現場へ向かうが、救助作業中に爆発が起こり、仙崎や桜木たちは施設内に取り残されてしまう。ヘリも船も近づけない中、仙崎は知り合ったばかりの機動救難士・服部とバディを組み、全員で無事帰還する方法を探る。

#### 出演
仙崎 大輔 (31) - 伊藤英明
第十管区海上保安本部機動救難隊・機動救難士・潜水士
仙崎 環菜 (30) - 加藤あい
大輔の妻。結婚前はデザイナーをしていたが、現在は専業主婦。大輔との間に長男・大洋を儲けている。
吉岡 哲也 (28) - 佐藤隆太
第十管区海上保安本部機動救難隊・機動救難士・潜水士
桜木 浩一郎 (45) - 加藤雅也
東アジア海洋石油開発・レガリアプロジェクト設計主任。「レガリア」での火災にあたり、「レガリア」の機能を停止するために現場に赴く。非常時においても「レガリア」の損傷拡大阻止を優先する行動をした結果、自身も取り残された。何よりも施設保護を優先するという彼の考え方を、間違っていると考える夏や久米夫とは険悪な雰囲気となる。「レガリア」に対する絶対的な自信とエリート的なプライドの高さの持ち主。2年前に亡くなった父親に唯一褒めて貰えた仕事が「レガリア」の設計だったため「レガリア」への思いは人一倍強い。空から（Google earthで）「レガリア」を眺めることが趣味。
西沢 夏 (27) - 吹石一恵
「レガリア」常駐医。「レガリア」作業員の中では紅一点だが、キックボクシングが得意な男勝りな性格。その性格にもよる過去の失恋から逃げるようレガリアに勤務したという経歴を持つ。仙崎にほのかな恋心を寄せるも、妻子ある身と清く諦める。
服部 拓也 (24) - 三浦翔平
第七管区海上保安本部機動救難隊・機動救難士・潜水士
「レガリア」の事故現場で、自身が助けた仙崎とバディを組む。潜水士歴2年ながらも冷静で機転が利くが、次々と迫る事態に恐怖心を露にし、打ちのめされていく。潜水士になる前は会社も嫌になって辞め、公務員であれば親も納得するという理由で海上保安庁に入庁した経緯から、あらゆる境遇に逃げてきていたと自認しているが、仙崎と行動するうちに潜水士としての成長も見せている。
木嶋 久米夫 (22) - 濱田岳
レガリア作業員。ひょうきんで素直な性格だが感情的になりやすい。夏にほのかな想いを寄せている。
下川 嵓 (47) - 時任三郎
海上保安庁 警備救難部救難課長。なお、作中では1988年に起きたノルウェー沖での天然ガスプラントの事故を参考に救助法を検討したことになっている。ただ、実際に1988年にノルウェー沖で起きた類似の事故での死者数が167名であるのに対し、作中での事故の死者数は394名であるなど細部が異なっており、作中で参考にしたことになっている1988年の事故は架空のものであると考えられる。
松原 エリカ (29) - 香里奈
「阪本医院」看護師。環菜の高校の後輩。
遠藤 翔太 (45) - 勝村政信
東アジア海洋石油開発・レガリアプロジェクト事業本部長。
村上 良三 (31) - 川岡大次郎
東アジア海洋石油開発・社員
吉森 久貴 (46) - 鶴見辰吾
内閣参事官。官邸危機管理センターで、事故対応の統括指揮を執る。人命よりも国益に重きを置き、国の損失を阻止したいという考えから、「レガリア」を死守することを下川に迫る。
内藤 琢磨 (53) - 中原丈雄
第七管区海上保安本部大型巡視船「ちくぜん」船長。
北尾 勇 (42) - 石黒賢
第十管区海上保安本部機動救難隊 隊長・機動救難士・潜水士
山路 拓海 (35)- 平山祐介
第三管区特殊救難隊 隊長・潜水士
渡辺 マサヤ (29)- 青木崇高
第十管区海上保安部機関科・機関士・潜水士

#### スタッフ
- 監督 - 羽住英一郎
- 脚本 - 福田靖
- 音楽 - 佐藤直紀
- 製作総指揮 - 亀山千広
- 製作 - 加太孝明、水口昌彦、島谷能成、亀井修、小笠原明男
- プロデューサー - 臼井裕詞、安藤親広
- アソシエイトプロデューサー - 小出真佐樹、上原寿一
- ラインプロデューサー - 森井輝
- 撮影 - 佐光朗
- 照明 - 水野研一
- 録音 - 柳屋文彦
- 美術 - 清水剛
- 装飾 - 沢下和好
- 編集 - 松尾浩
- 音響効果 - 柴崎憲治
- ダイビングコーディネーター - 金城将憲
- VFXスーパーバイザー - 石井教雄
- スクリプター - 荒澤志津子
- 助監督 - 近藤一彦
- 制作担当 - 阿部豪
- 撮影協力 - 海上保安庁
- 協賛 - 花王サクセス
- 製作 - フジテレビ、ロボット、ポニーキャニオン、東宝、小学館、エー・チーム、FNS27社
- 制作プロダクション - ROBOT
- 配給 - 東宝

#### 主題歌
- 「もっと強く」EXILE

### 映画4作目
『BRAVE HEARTS 海猿-UMIZARU-』（ブレイブハーツ ウミザル）のタイトルで製作が2011年9月9日に決定した。2012年7月13日に公開。前作で完結する予定だったが遣り残したという制作側の思いもあり、原作最終話で描かれた、海上保安庁の中でも精鋭と言われる特殊救難隊に配属された仙崎と吉岡を中心にジャンボジェット機「ボーイング747-400」海上着水による救助を実施するストーリーとなった。本作の舞台は横浜となる。
キャッチコピーは「命をかけて、命を救う―。」。
2012年8月25日 - 9月2日、全国276劇場で2032年公開（という設定）の、架空の映画16作目『FINAL LIMIT BRAVE MESSAGE and LOVE HEARTS 海猿』の予告編が本編と同時上映された。伊藤英明の発案のもと製作され、本編と同一スタッフ・キャストにより、半日で撮影が行われた。
後述のトラブルにより、フジテレビとしてはこの作品を最後に新作が製作されておらず、2017年10月に契約が終了したこともあり事実上これが最終作となった。ただ、地上波初放送は和解前の2013年9月21日に実施された。

#### あらすじ
世界最大級の天然ガスプラント「レガリア」の爆発事故から2年。仙崎は自ら志願し、海難救助のエキスパートであり最も危険な事案に従事する「特殊救難隊」で後輩の吉岡と共に海難現場の最前線にいた。嶋副隊長の指導の下、日々過酷な任務に就いていた二人だが充実した毎日を送っていた。仙崎の妻・環菜は2人目の子を身ごもり、吉岡にはキャビンアテンダントの美香という恋人が出来ていたのだ。そんな折、美香の搭乗するジャンボ旅客機・G-WING206便が羽田空港を目指し飛行中、エンジンが炎上し飛行が困難な状況に陥る。様々な救助案が検討される中、総合対策室の下川救難課長は、夕闇が迫り視界が悪くなる状況の中で、前代未聞の東京湾への着水を提案。特救隊や現場に駆け付けた第5管区の服部たち、警察や消防などの関係機関を巻き込んだ空前の大救出計画を、日本中が固唾を飲んで見守る中、村松機長は東京湾着水に向けて降下を始める。しかし、予想だにしない事態が仙崎たちを待ち受けていた―。

#### 出演
仙崎 大輔 (33) - 伊藤英明
第三管区海上保安本部特殊救難隊第二隊隊員。機動救難隊の隊長の話が持ち上がっていたが、それを蹴って第十管区から特殊救難隊に自ら志願し、異動した。
仙崎 環菜 (32) - 加藤あい
大輔の妻。子育てに専念し長男・大洋を可愛がっている。そしてお腹には2人目の子を身籠っている。
吉岡 哲也 (30) - 佐藤隆太
第三管区海上保安本部特殊救難隊第二隊救急救命士。第十管区から特殊救難隊に異動した。
矢部 美香 (25) - 仲里依紗
吉岡の恋人。シドニー空港発羽田空港行G-WING206便キャビンアテンダント。終盤辺りでは泣きながら悲痛な声で叫ぶも、無事に救出することが出来た。
服部 拓也 (26) - 三浦翔平
第五管区海上保安本部機動救難士。第七管区より異動した。
村松 貴史 (36) - 平山浩行
G-WING206便機長。コントロール不能となった206便の海上着水を決断する。
伊勢原 幸二 (45) - 矢島健一
国土交通省交通局管理官。
堂上 進二郎 (50) - 蛍雪次朗
東京国際空港空港長。
角倉 大吾 (45) - 神保悟志
第三管区海上保安本部特殊救難隊第二隊隊長。
山路 拓海 (37) - 平山祐介
第三管区海上保安本部特殊救難隊第三隊隊長。
三井 邦明 (37) - 東根作寿英
海上保安庁警備救難部救難課業務係長。
辻 修平 (33) - 窪塚俊介
国土交通省交通局担当者。
池永 俊介 (11) - 濱田龍臣
G-WING206便乗客。
坂井 義之 - 中丸新将　
第三管区海上保安本部巡視船「いず」船長。
原田 厚 - 緒形幹太　
第三管区海上保安本部巡視船「いず」通信士。
仙崎 大洋 (3) - 大山蓮斗
大輔と環菜の長男。前作の『THE LAST MESSAGE 海猿』では生後10ヵ月だった。
嶋 一彦 (43) - 伊原剛志
第三管区海上保安本部特殊救難隊第二隊副隊長。レスキューに必要なのはスキルと冷静な判断だと考え、現場での人間的な感情を否定。他人にも自分にも厳しい、ストイックな人物。
下川 嵓 (49) - 時任三郎
海上保安庁警備救難部救難課長。

#### スタッフ
- 原作 - 佐藤秀峰
- 原案 - 小森陽一
- 脚本 - 福田靖
- 音楽 - 佐藤直紀
- 監督 - 羽住英一郎
- 製作 - 亀山千広、加太孝明、水口昌彦、市川南、亀井修、小笠原明男
- チーフプロデューサー - 臼井裕詞
- プロデューサー - 安藤親広、上原寿一、森井輝
- ラインプロデューサー - 古屋厚
- 撮影 - 江崎朋生
- 照明 - 三善章誉
- 録音 - 柳屋文彦
- 美術 - 清水剛
- 装飾 - 小山大次郎
- 編集 - 松尾浩
- 視覚効果 - 石井教雄
- 音響効果 - 柴崎憲治
- ダイビングコーディネーター - 金城将憲
- スクリプター - 谷恵子
- 助監督 - 川村直紀、細川光信
- 制作担当 - 阿部豪、道上巧矢
- 撮影協力 - 海上保安庁、国土交通省航空局
- 製作 - フジテレビジョン、ROBOT、ポニーキャニオン、東宝、小学館、エー・チーム、FNS27社
- 制作プロダクション - ROBOT
- 配給 - 東宝

#### 主題歌
- シェネル「ビリーヴ」（EMIミュージック・ジャパン）[23]

#### 封切り
全国450スクリーンで公開され、2012年7月14、15日の初日2日間で興収8億7,822万6,350円、動員68万3,977人（公開4日間では興収15億6,357万5,650円、動員122万3,437人）になり映画観客動員ランキング（興行通信社調べ）で初登場第1位となった。男女比は34対66で、職業別では会社員が50.2%を占めている。続く公開第2週目も興収25億円、動員200万人を突破、公開3週目には累計興収38億1,686万2,250円、累計動員299万4,459人となり3週連続首位となった。公開第5週には累計興収は52億9,374万4,850円、累計動員は417万961人になり再び首位となっている。10月にフジテレビが発表したデータでは累計動員570万人で興行収入72億円となっている。

### 作者とフジテレビとのトラブル
2012年10月26日、原作者佐藤秀峰は自身のツイッターにて、フジテレビがアポイントメントもなく自身の事務所に突撃取材したほか、『海猿』の関連書籍が契約書なしに販売されていたことを理由に、フジテレビとの新規取引停止と、同作の続編制作を許可しないことを発表した。これに対し、当時フジテレビの映画事業を担当する常務だった亀山千広が定例会見で謝罪する事態となった。
これに対し佐藤は、「映画のファンの方には非常に申し訳ないなと思うが、僕もそういうところを“なあなあ”にして今後ビジネスはしていけないので（フジテレビとは）お付き合いできない」と、続編を望むファンの気持ちには理解を示しつつも、続編の製作許可はしないことを改めて明言した。2013年2月18日にも佐藤は改めて自身のツイッターで、フジテレビとの関係は完全に断絶し、2度と関係修復することは無いと明言していた。しかし、2015年6月6日、佐藤が公式サイトで、西淵健司報道局長（当時）からの謝罪文書が送付されたことなどを理由に挙げた上で、フジテレビと和解したことを明らかにした。
2017年11月28日、佐藤は自身のツイッター上で「同年10月末で本作実写版の全ての契約が終了し、今後テレビやインターネットで放送・配信されることは永久に無い」と述べたと報じられた。
2024年2月2日、佐藤は自身のnoteで「死ぬほど嫌でした」と題し、当時のことを綴った記事を公開した。「契約書には都度都度、漫画家に報告し許諾を取ることが書かれていたが、それは守られなかった。すでに企画が進んでいることを理由に、映像化の契約書に判を押すことを要求された。嫌だったが、『映像化は名誉なこと』という固定観念があり、映像化決定のプロセスが嫌なだけで、出版社もいろいろ動いてくれたんだろうなとしぶしぶ判を押した。原作使用料は確か200万円弱だった。試写会に呼ばれたかどうか記憶が定かでない。映像関係者には一人も会わなかった。脚本？見たことがなかった。『ブラックジャックによろしく』を週刊連載中で忙しかったこともある。好きなようにされていた。作品が自分の手から奪われていく感覚があった。『漫画と映像は全くの別物である』と考えた。そうしないと心が壊れてしまう」とし、映画1作目をDVD化後に視聴し、「クソ映画でした。僕が漫画で描きたかったこととはまったく違いました」と感想を抱いたことを振り返っている。